# Эппельхайм
Эппельхайм (нем. Eppelheim) — город в Германии, в земле Баден-Вюртемберг. 
Подчинён административному округу Карлсруэ. Входит в состав района Рейн-Неккар.  Население составляет 15 014 человек (на 31 декабря 2010 года). Занимает площадь 5,70 км². Официальный код  —  08 2 26 018.